# 北京航空学院红旗战斗队
北京航空学院红旗战斗队，简称北航“红旗”，是文化大革命时期的“造反派”红卫兵组织，成立于1966年8月20日，解散于1968年9月5日，出版报纸《红旗》。北航“红旗”的学生领袖韩爱晶与清华“井冈山”的蒯大富、北大“新北大公社”的聂元梓、地院“东方红”的王大宾以及北师大“井冈山”的谭厚兰并称为首都造反派的“五大领袖”。

## 历史

### 背景
1966年6月初，刘少奇主持中央会议，决定向大中学校派出“工作组”领导文化大革命，试图稳定局势，保证中共党组织对运动的领导。

### 1966年

#### 工作组进驻北航
1966年6月8日，国防科委作为上级单位，指派以八局（院校局）副局长赵如璋为组长的工作组进驻北京航空学院，领导学院的文化大革命工作。工作组进驻后，全院停课，发动老师、学生开展对学校原党委书记王恒、副书记周天行等人的批判。
6月21日，3511班学生石兴国贴出大字报《一条“无头”黑线》，批判了“工作组领导不力”，并把矛头对向工作组背后的国防科委。27日下午，在全院大会上，赵如璋部署在全院开展大辩论，称石兴国的大字报为“大毒草”。28日，3421班学生曹伟康贴出大字报：《几点粗略的看法》，公开反对赵如璋的意见，也被工作组定为大毒草。此后工作组多次组织对石兴国“大辩论”，并要求其承认以下罪行：一、反军委反党中央。二、主观上站在反党反社会主义的立场。三、行动是有组织、有计划的反革命行动。
7月6日，在全院师生员工大会上，赵如璋作总结报告中称“扫出了石兴国之流牛鬼蛇神。”会后，工作组对学生进行了划派，200多名学生被划为右派。27日，工作组宣布退居参谋地位，次日宣布组建文革筹委会，由孔令华（毛泽东女婿）、苏晓前（苏静之子）、孙茜玲（孙大光之女）、刘克府（朱良才之子）等人负责。28日，中央文革小组成员戚本禹接见了一些北航学生，讲道：“我看很多工作组不好，贴大字报把事情揭露清，同学们会跟你们跑的。工作组不愿革命的罢他们的官，犯错误的可以留下检讨，不能让他们溜了，让他们做你们的学生，受教育。”29日，“北京市大专院校和中等学校文化大革命积极分子大会”在人民大会堂召开，石兴国、曹伟康代表北航的少数派参加，会上李雪峰宣读了北京市委7月28日《关于撤销各大中学校工作组的决定》。
8月2日，国防科委指示北航工作组撤出。此后，北航的学生和老师分裂为三派：其一是“红卫兵”“赤卫队”，拥护工作组，以高干子女为核心，依靠国防科委副主任钟赤兵、路扬、罗舜初等干部；其二是后来的“红旗战斗队”，要求打倒工作组，以各系在之前大辩论中被打击的学生为主，主要寻求中央文革小组的支持；其三是后来的“东方红”，是持折衷看法的中间派。

#### 北航”红旗“成立
8月上中旬，反对工作组的北航学生几次集体前往中央接待站上访，要求赵如璋等工作组成员回北航检讨。8月12日~8月20日，赵如璋返回北航进行检讨，期间赵如璋当着在全校师生大会上宣布：“在这里我们向大会上点过名的同学(指石兴国)以及所有由于怀疑工作组和国防科委而受到批评的同学和同志赔礼道歉。凡是我们在大辩论总结时，给个别同学戴上的帽子一律摘除。”之后北航多数学生同意工作组离校，但围绕赵如璋的检讨是否彻底的问题仍然斗争激烈。反对工作组的学生骨干如石兴国、韩爱晶、刘金荣逐渐联合起来，准备成立组织。
8月18日，毛泽东第一次在天安门城楼上接见红卫兵。19日晚，学生盛喜延化名田东写出大字报，建议成立北京航空学院红旗战斗队，各系随即响应，纷纷成立系红旗战斗队。当晚，北航红旗战斗队正式成立，参与人数为1070人。北航“红旗”实行巴黎公社全面选举制，班、系、院三级，层层选举。领导组织“总勤务站”由每系两名学生和教师、工人代表构成。第一届“总勤务站”成员包括：石兴国、胡少南、邵仲威、屠海鹰、匡正芳、韩爱晶、何金国、杜小慧（女）、杜玉荣（女）、戴维堤、刘金荣（女）、仇北秦、杜琏、黄铭钧、朱尚祥（教师）、张树泉（教师，女）、李乐（工人）、靳晶印（工人）等。在之后的10月3日，北航“红旗”进行了第二次普选，产生了五个常委：韩爱晶、井岗山（井然)、田东（盛喜延）、仇北秦、杜玉荣。

#### 揪赵行动
8月21日，北航“红旗”组织对学校里的“黑帮分子”游街。24日晚8时，6名北航“红旗”成员前往国防科委，要求赵如璋澄清有人揭发其“让党委抄大字报和作者名单”等问题，赵如璋答应于25日上午接见北航“红旗”成员。25日，北航“红旗”100余人来到国防部南门警卫室，要求赵如璋出来澄清问题，赵如璋并未出现。北航“红旗”表示不交出赵如璋，他们就在国防部门前静坐，直到交出为止。当日，北航“红卫兵”、“赤卫队”、“工人赤卫队”等支持工作组的组织也来到国防部门口，要求“红旗”成员返校。国防科委主任聂荣臻指示赵如璋可以返校检讨，前提是北航“红旗”必须先停止静坐，这遭到北航“红旗”拒绝。
自8月25日起，北航“红旗”持续在国防部门口静坐，期间北航“红卫兵”、“赤卫队”等组织要求赵如璋澄清问题时他们需要在场，也被北航“红旗”拒绝。毛泽东得知国防部门口发生的事情，作出指示：“不要怕，不要让学生席地而坐，搭起棚子来，让学生闹上三个月。”北航“红旗”以国防部南门附近的航模体校为基地，继续组织静坐，让赵如璋出面“澄清问题”。
9月8日，周恩来将中央文革小组报给毛泽东的有关北航“红旗”静坐的简报批转聂荣臻，指示“国防科委可以让赵如璋去澄清问题，甚至可以单独澄清问题，首先要说服多数，不要压制少数，澄清问题后双方要开会求得统一。”9月9日晚上，国防科委开会决定让赵如璋单独和“红旗战斗队”见面澄清问题，当晚在三座门军委接待站，由罗舜初、赵如璋接见“红旗”代表。但因北航“红卫兵”、“赤卫队”将赵如璋接走，只有罗舜初在次日凌晨接见了“红旗”成员。9月12日，罗舜初、赵如璋与“红旗”代表见面，双方对于澄清问题的程序并未达成一致，僵持继续。9月21日，王力给聂荣臻的秘书打电话，转达中央文革小组组长陈伯达的意见：“对北航问题，不管群众多少，找来了，领导上都要接见；对群众不要顶牛，顶牛最后总是没有好下场的。”当天下午，陈伯达对聂荣臻说：“如果学生伤害赵如璋，我来偿命，我可以立下军令状。”当晚，陈伯达来到航模体校，公开表示支持“红旗战斗队”的行动，他说：“你们是少数的，少数是优秀的、先进的。”随后，“红旗”队员们全部转往全军文革接待站，赵如璋出面向北航“红旗”单独澄清问题。澄清问题时，赵如璋拒绝在“为单独澄清问题随叫随到”的保证书上签字，因此北航“红旗”采用车轮战术，会议持续了42个小时，直到23日下午全军文革小组副组长刘志坚指示赵如璋可以签字后才结束。之后，由于中央文革小组的批判，罗舜初、赵如璋于10月9日被宣布停职检查。

#### 声名大振
持续28天的“揪赵”行动成功和中央文革小组的支持，使得北航“红旗”在学校和社会上声名大振，迅速成为航空学院内的绝对多数。
1966年9月至1967年年初，北航“红旗”的成员按照中共中央、国务院的通知，在全国许多许多地区串联，设立联络站，参与造反运动。参与制造了上海“漕北事件”，在重庆、武汉、南昌等城市均参与了当地的文革活动。

#### 揪彭德怀
1966年12月13日晚，周恩来，陈伯达、康生、江青、张春桥、姚文元、关锋、戚本禹接见了聂元梓、朱成昭、韩爱晶、蒯大富、谭厚兰、叶向真、聂树人等造反派领袖。会上，江青指示造反派将“海瑞”（指彭德怀）从成都三线建设指挥部揪回北京进行批斗。12月22日晚，北航“红旗”成员从永兴巷7号彭德怀住处将其强行抓走，后与地质“东方红”成员和成都军区干部配合，将彭德怀送至北京。在周恩来的指示下，彭德怀关押在北京卫戍区，由卫戍区、地质“东方红”、北航“红旗”共同看管。关押期间，北航“红旗”和地质“东方红”成员曾强迫彭德怀写交代材料，检讨自己在庐山会议上反对毛泽东的“罪行”。

### 1967年

#### 反击“二月逆流”
1967年3月至4月间，韩爱晶接受叶群、戚本禹的授意后，组织"红旗战斗队红一连”和专门成立的“尖刀连”，负责搜集徐向前、陈毅、叶剑英等人的黑材料。4月13日北航红旗总勤务站发表声明要求打倒徐向前。声明指出：“徐在文化革命中坚持反动路线，在最近自上而下的资本主义复辟逆流中向无产阶级革命派反攻倒算，必须坚决打倒”，声明还表示坚决炮轰叶剑英、陈毅。

#### 革委会成立
5月20日，北京航空学院革命委员会正式成立，聂荣臻、肖华、谢富治出席了成立仪式。由于校内已经不存在大规模的反对派组织，北航“红旗”在革委会中占据绝对优势，韩爱晶任革委会主任，井岗山、王恒（院党委书记，已被解放）、仇北秦任革委会副主任，北航“红旗”正式掌握了学校的权力。

#### 武汉七·二〇事件
6月，毛泽东指示谢富治、王力组成中央代表团前往西南省份平息武斗、解决问题，周恩来指示从北航挑选一些学生参与。韩爱晶指派井岗山、吴介之、尹聚平、胡慧娟4人随从前往。随后中央代表团介入造成了武汉七·二〇事件，尹聚平与王力等人一同被百万雄师抓走，中途逃走后报告韩爱晶，韩爱晶将情况报告了周恩来。

#### 批斗彭德怀
7月13日，中央文革小组指示北航“红旗”和地质“东方红”批斗彭德怀。 7月19日，彭德怀被押到北京航空学院六系楼的一间教室内接受小范围的预斗，会上韩爱晶率先出手打了彭德怀，后红卫兵纷纷上前殴打彭德怀，致使彭德怀两根肋骨骨折，重伤的彭德怀之后又遭到几十个单位的轮流批斗。7月26日，北航“红旗”和地院“东方红”在北航操场召开了近十万人的斗争彭德怀大会，陪斗的有张闻天等人。

#### 发枪
7月27日，北京卫戍区在北京航空学院主楼前举行了隆重的授枪仪式，北京军区第一政委、公安部长、副总理谢富治，代理总参谋长杨成武、北京卫戍区司令员傅崇碧等军界领导人出席了授枪仪式。卫戍区副司令员李钟奇奉党中央、周恩来总理指示，代表北京卫戍区把二千五百多支苏式冲锋枪、新式半自动步枪和20支“五四”式手枪授予了北航革委会。随后，北京卫戍区有关人员如数把武器运到了北航。

#### 批斗“老红卫兵”
8月20日，北航“红旗”的成员刘天章在河南开封串联时，因支持当地造反派，被“保守派”开枪打死。不久，另一名北航红旗成员周锡坤在湖南湘乡县城被“保守派”抓住后枪杀于县城街头。北航红旗成立了数十人的治丧委员会，召开了隆重的追悼大会。追悼会后，刘天章等人的骨灰被放到学院俱乐部门口灵堂，北航“红旗”成员们为刘天章等人守灵，一些反对过中央文革的高干子女被押来跪灵请罪。
8月24日，北航“红旗”部分成员将几名曾“炮打中央文革”的学生拉到北航东操场批斗殴打，其中有李明清（李井泉之子）、孙茜玲、赖锐锐、苏晓前及工农子弟吴仙虎等人。之后吴仙虎被打死。李明清被打后回宿舍睡觉，当夜在宿舍心脏病发作死亡。

#### 天派与地派
1967年4月至8月间，由于“民族宫事件”等派系武斗以及“造反派”红卫兵组织内部的各种矛盾，北京的“造反派”组织分裂为以北航“红旗”为代表的“天派”和以地质“东方红”为代表的“地派”，两派之间积怨逐渐加深，互相支持对方学校内部的反对组织，武斗情况逐渐加剧。

### 1968年

#### 清理阶级队伍
1968年，北航革委会、“红旗”领导下进行的清理阶级队伍运动的中残酷监禁、无情斗争，造成了多起自杀，包括：
- 北航附属工厂“红旗”贴出大字报说，副厂长东恒昌是国民党手枪队队员。由此导致东恒昌夫妇自杀，事后经查实根本没有该组织。
- 因被指参加反动组织，校医院护士张耀琴全家三代五口集体自杀。
- 北航附属工厂工人程××（学校监委书记程九柯的堂弟），在隔离审查时，趁看守不备从学生13楼3层的厕所跳楼自杀，未死。

据统计，清队运动中北航自杀人数超过20人。

#### 解散
7月27日，毛泽东派驻军宣队、工宣队进驻清华大学，制止了“井冈山”和“四·一四”派之间的百日武斗，次日凌晨，毛泽东、林彪、周恩来等人召见了北京红卫兵造反派“五大领袖”：蒯大富、聂元梓、韩爱晶、谭厚兰、王大宾，宣布由工宣队、军宣队接管各大高校的领导权。
8月，军宣队和工宣队进驻北京航空学院。
9月5日全院大会上，韩爱晶代表北航红旗总勤务站宣布：北航红旗解散。